# 1997 في كازاخستان
فيما يلي قوائم الأحداث التي وقعت خلال عام 1997 في كازاخستان.

## سياسة

### تعيين في المنصب
- 10 أكتوبر – نورلان بالجيمباييف قائمة رؤساء وزراء كازاخستان.

## رياضة
- 1 يناير – دوري كازاخستان الممتاز 1997 الفائز نادي إيرتيش بافلودار.

## مواليد

### يناير
- 10 يناير – أبلايخان زوسوبوف

### يونيو
- 10 يونيو – غريغوري كوروبوف لاعب كرة قدم روسي.

### يوليو
- 29 يوليو – أبيلخان أمانكول